# نواف النجم
نواف النجم (29 سبتمبر 1977 -)، ممثل عراقي يعيش في الكويت. وبدأ مسيرته الفنية في عام 2002 من خلال مشاركته في مسرحية "قناص خيطان" مع الفنان عبد الحسين عبد الرضا.

## عن حياته
ولد في الكويت لأب عراقي وأم كويتية وتوفي والده وهو بعمر السابعة، بدايته الفنية كانت عام 2002 وذلك من خلال مسرحية قناص خيطان حيث أدى دوراً صغيراً في المسرحية. عمل مع الفنان طارق العلي 8 مواسم متتالية من خلال مسرحيات كوميدية، وبدايته المسرحية الفعلية كانت معه إلى أن كانت بدايته الحقيقية في مسلسل الخراز مع حياة الفهد وغانم الصالح بعام 2007.
قام بتقديم دور «المتشبه بالنساء» مرتين في إحدى المسرحيات، ولكن الدور أساء له بشكل شخصي، وكثيرون ظنوه من المتشبهين فعلاً»، أول دور قدمه في مملكة البحرين كان في مسرحية أرواح عام 2014.

## أعماله

### من المسلسلات
- 2005: رحلة انتظار.
- 2006: أسد الجزيرة.
- 2006: الفرية.
- 2006: شبابيك.
- 2007: واقعي.
- 2007: الخراز.
- 2008: سقوط الأقنعة.
- 2008: الداية.
- 2009: سارة.
- 2009: عمر الشقا.
- 2009: السجينة.
- 2010: حريم عنزروت.
- 2010: قصة هوانا - حلقات منفصلة.
- 2010: إخوان مريم.
- 2010: الرهينة.
- 2010: زمن مريان.
- 2010: صعب المنال.
- 2010: حيتان وذئاب.
- 2011: علمني كيف أنساك.
- 2011: حريم عنزروت 2.
- 2011: الحب المستحيل - حلقات منفصلة.
- 2012: بين الماضي والحب.
- 2012: بنات الجامعة.
- 2012: امراة تبحث عن المغفرة.
- 2013: الناس أحناس.
- 2013: هده ليلتي.
- 2013: صمت البوح.
- 2013: سكن الطالبات.
- 2013: البيت بيت ابونا.
- 2014: العمر لحطة.
- 2014: يامن كنت حبيبي.
- 2014: غريب بين أهله.
- 2015: إمرأة مفقودة.
- 2015: النور.
- 2015: بقايا ألم.
- 2015: أحببتك منذ الصغر.
- 2016: خمس خوات.
- 2016: الوجه المستعار.
- 2016: قلوب لا تنوب.
- 2016: بياعة النخي.
- 2017: أبو طبيع.
- 2017: خيوط الحرير.
- 2017: أماني العمر.
- 2017: الحالمون.
- 2018: مع حصة قلم.
- 2018: واحد مهم
- 2019: كان خالد.
- 2020: أم هارون.
- 2020: أمي دلال والعيال.
- 2021: مارغريت.
- 2021: كف ودفوف.
- 2021: درب الهوى.
- 2022: نساء قلن لا - حلقة سمعة.

### من المسرحيات
- 1999: بومتيح
- 2002: قناص خيطان.
- 2004: قدها ونص.
- 2005: عايلة قرقيعان.
- 2007: دانة والحكيم.
- 2007: حاميها حراميها.
- 2008: خاربة خاربة.
- 2009: بو سارة في العمارة.
- 2011: الكابوس.
- 2012: بسنا فلوس.
- 2012: مدينة تشامبين.
- 2012: زوج أمي.
- 2014: ارواح.
- 2014: سناب جات.
- 2016: جوزة والشريرة لوزة.
- 2017: ولد بطنها
- 2019: رايحين ملح
- 2022: خبر أسود

### من الأفلام
- 2009: اعلان حالة حب
- 2017: المخيم.
- 2017: خميس وجمعة.
- 2018: دوائر الخطر.

## روابط خارجية
- نواف النجم على موقع قاعدة بيانات الأفلام العربية